# Chemen
Chemen (kinesiska: 车门, 车门乡) är en socken i Kina. Den ligger i provinsen Jiangsu, i den östra delen av landet, omkring 160 kilometer nordväst om provinshuvudstaden Nanjing. Antalet invånare är 26966. Befolkningen består av 13 320 kvinnor och 13 646 män. Barn under 15 år utgör 16,0 %, vuxna 15-64 år 73 %, och äldre över 65 år 9,0 %.
Genomsnittlig årsnederbörd är 1 206 millimeter. Den regnigaste månaden är juli, med i genomsnitt 229 mm nederbörd, och den torraste är januari, med 25 mm nederbörd.